# 王钧 (元朝)
王钧（？—1267年），小字戚七，凤翔岐山县（今陕西省凤翔县）人，元朝官员。
金朝末年，关中大乱，王钧集乡兵万人驻守三棱堡。带领奇兵擒获敌首张嵩、杨政等，招降梁七兄弟。授都提控，再任凤翔安抚使。率邠、泾诸州流民，复凤翔，进拜都元帅。凤翔饥荒，移民就食秦州，与汪世显连兵拒守。金朝灭亡，次年降蒙。窝阔台让他率领所部随蒙古大军伐蜀，攻克大安军。1236年，围成都，克其外城。入觐，以功赐金符。1237年，攻克遂宁。1238年，袭击万州，获胜。改为平凉长官、元帅，兼征行元帅。再参与伐蜀。入成都，俘获宋将。蒙哥驻跸六盘山，使者征发都取自王钧家。运粮至沔阳，王钧为民代输三千石。由此家资几空。因老病致仕，使其子王赟袭职。去世后，归葬，百姓沿途而哭。王赟由知平凉府转任同知安西路总管府事。卒。